# Conus hamamotoi
Conus hamamotoi é uma espécie de gastrópode do gênero Conus, pertencente à família Conidae.